# Rourea cnestidifolia
Rourea cnestidifolia är en tvåhjärtbladig växtart som beskrevs av Schellenb.. Rourea cnestidifolia ingår i släktet Rourea och familjen Connaraceae. Inga underarter finns listade i Catalogue of Life.